# Rio Bambuí
O rio Bambuí é um curso de água do estado de Minas Gerais. É afluente do rio São Francisco, que passa pelos municípios de Bambuí e Medeiros.O Quilombo de Bambuí ficava às margens deste rio.
Suas águas são sujas durante quase todo o ano, sendo umas das justificativas para o nome da cidade, bambuy' é um nome indígena que quer dizer "rio das Águas Sujas".